# Базарский
Базарский — посёлок в Агаповском районе Челябинской области. Входит в состав Светлогорского сельского поселения.

## География
Посёлок находится на юго-западе Челябинской области, преимущественно на правом берегу реки Зингейки, вблизи места впадения в неё правого притока, реки Базарки, на расстоянии 25 км по прямой к юго-востоку от села Агаповка, административного центра района. Абсолютная высота 344 метра над уровнем моря. Ландшафт: ковыльно-типчаковая степь.

## История
Посёлок был основан в начале XX века на землях Оренбургского казачьего войска. Административно относился к станице Кизильской, позднее к станице Наваринской. В советский период на территории поселка функционировало 6-е отделение совхоза «Горный» (в настоящее время 2-е отделение АО «Зингейское»).

## Население
| 1970 | 1995 | 2002 | 2010 |
| ---- | ---- | ---- | ---- |
| 307  | ↘260 | ↘255 | ↘236 |

Гендерный состав
По данным Всероссийской переписи населения 2010 года в гендерной структуре населения мужчины составляли 47,5 %, женщины — 52,5 %.
Национальный состав
Согласно результатам переписи 2002 года, в национальной структуре населения казахи составляли 48 %, русские — 41 %.

## Улицы
Уличная сеть посёлка состоит из 2 улиц:
- Мирной,
- Октябрьской.